# Герб Гобарта
Герб Гобарта — символ, що був офіційно наданий лорду, старості та громадянам міста Гобарта в Тасманії 1 травня 1953 року.
Герб був розроблений в 1951 році архітектором Гобарта і намісником І. Г. Андерсоном. Він замінив попередній неофіційний герб, який використовувала Корпорація з 1850-х років.

## Блазон

### Щит
Щит пересічений на два срібну главу і синє поле. 
- У главі червоний лев, що йде праворуч на срібному тлі. Червоний лев взято з прапора Тасманії, а його розташування у верхній частині щита означає статус Гобарта як столиці.
- У нижній частині щита золота шестикутна зірка з хвилястими променями на синьому тлі. Зірка походить від герба лорда Роберта Гобарта, 4-го графа Бакінгемширського, він був державним секретарем у справах війни та колоній 1804 року під час колоніального розподілу, а на честь якого названо місто Гобарт. Колір на гербі лорда Гобарта був насправді чорним, а не синім.

### Клейнод
Над щитом - срібний шолом із синьім наметом, що підбитий золотом. Шоломом увінчаний золото-синім буралетом, на якому золотий трищогловий вітрильник. 
Шолом асоціюється з громадянською геральдикою і часто використовується для муніципальної влади. Корабель був китобійним кораблем, побудованим в Баттері Пойнт Джоном Вотсоном 1846 року і означає важливість судноплавства та китобійного промислу для промислового та економічного розвитку Гобарта. 

### Щитотримачі
Як щитотримачі використані ему та кенгуру, голови яких оглядаються назад. Кожен із них мають на шиї невелику гірлянду з яблук та листя. 
Тасманійська ему та велетенський кенгуру взяті з неофіційного герба Ради, який використовується з 1850-х років, а також забезпечують зв'язок із гербом Австралії. Тварини мають нашийники, щоб навмисно відрізняти їх від державного герба; яблука означають важливість яблучної галузі для держави. Тасманію протягом багатьох років називають "яблучний острів". 

### База
Основа щита - зелений острів, а сині хвилясті лінії являють собою навколишні моря. На острові ростуть дві рідні флори: річея і тасманійська варата . 

### Девіз
Стрічка внизу зброї говорить: Sic Fortis Hobartia Crevit перекладається так: в силі зростав Хобарт. 
Девіз Sic fortis Hobartia crevit був частиною старої Загальної печатки Ради і зберігся при введенні нового Герба. 